# اد دیوی
اد دیوی یا ادوارد جاناتان دیوی FRSA; (انگلیسی: Ed Davey، زادهٔ ۲۵ دسامبر ۱۹۶۵) سیاست‌مدار اهل بریتانیا است و از سال ۲۰۱۹ به عنوان معاون رهبر حزب لیبرال دموکرات‌ها خدمت می‌کند. وی از انتخابات سراسری سال ۲۰۱۷ عضو پارلمان (نماینده مجلس) برای حوزهٔ انتخاباتی کینگستون و سوربن بوده‌است. قبلاً از سال ۱۹۹۷ تا ۲۰۱۵ نیز او نماینده مجلس این حوزهٔ انتخاباتی بوده‌است.
اد دیوی از سال ۲۰۱۲ تا ۲۰۱۵ در ائتلاف محافظه کار - لیبرال دموکرات‌ها به عنوان وزیر امور انرژی و تغییرات آب و هوایی مشغول خدمت بوده، و پیش از آن به عنوان معاون وزیر در وزارت تجارت، نوآوری و مهارت‌ها، با مسئولیت بخش‌های اشتغال، روابط، مصرف‌کننده و امور پستی، از سال ۲۰۱۰ را عهده‌دار بوده‌است. دیووی در انتخابات رهبری دموکرات‌های لیبرال لیبرال در سال ۲۰۱۹ در برابر جو سوینسون شرکت کرد.